# John Laurance

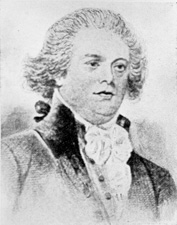
John Laurance

John Laurance (* 1750 bei Falmouth, England; † 11. November 1810 in New York City, New York) war ein englisch-amerikanischer Jurist und Politiker (Föderalistische Partei), der als Delegierter aus New York am Kontinentalkongress teilnahm und diesen Bundesstaat später auch in beiden Kammern des Kongresses vertrat.
Der aus Cornwall stammende John Laurance wanderte 1767 nach Amerika aus und ließ sich in New York City nieder. Nach Abschluss seiner Schulausbildung studierte er die Rechtswissenschaften, woraufhin er 1772 in die Anwaltskammer aufgenommen wurde und in seiner neuen Heimatstadt als Jurist zu praktizieren begann. Nach Ausbruch des Unabhängigkeitskrieges trat er 1775 der Kontinentalarmee bei, in deren Reihen er von 1777 bis 1782 das Amt des Judge Advocate General bekleidete. Als oberster Militärrichter saß er dem Verfahren gegen Major John André vor, der wegen Spionage für die Briten zum Tode verurteilt und gehängt wurde.
In der Folge betätigte Laurance sich politisch. Als Vertreter des Westchester County saß er von 1782 bis 1783 in der New York State Assembly; zwischen 1784 und 1785 gehörte er dieser Parlamentskammer für das New York County an. Von 1785 bis 1787 war er Delegierter zum Kontinentalkongress, der zu dieser Zeit in New York tagte. Danach folgte eine Amtszeit im Senat von New York von 1788 bis 1790. Zu diesem Zeitpunkt hatte Laurance bereits sein Mandat als Abgeordneter im Repräsentantenhaus des 1. Kongresses eingenommen; nach einer Gesetzesänderung, die das gleichzeitige Wahrnehmen mehrerer Mandate auf Staats- und Bundesebene untersagte, trat er als Staatssenator zurück. Dem Kongress gehörte er nach einer Wiederwahl vom 4. März 1789 bis zum 3. März 1793 an.
Am 5. Mai 1794 wurde Laurance von US-Präsident George Washington in der Nachfolge des zurückgetretenen James Duane als Richter am Bundesbezirksgericht für den Distrikt New York nominiert; am Tag darauf erfolgte die Bestätigung durch den US-Senat. Er übte dieses Amt bis zum 8. November 1796 aus und trat an diesem Tag zurück, nachdem ihn die New York Legislature zum US-Senator gewählt hatte. Die Nachwahl war durch den Rücktritt von Rufus King notwendig geworden. Laurance zog am 8. Dezember desselben Jahres in den Senat ein und verblieb dort bis zu seinem Rücktritt im August 1800. Während dieser Zeit amtierte er vom 6. bis zum 27. Dezember 1798 als Senatspräsident pro tempore. Er starb zehn Jahre nach seiner Mandatsniederlegung in New York.